# Nieszkowice (Strzelin)
Nieszkowice (deutsch Neobschütz, vormals Noschwitz; 1937–1945 Kaltwassertal) ist ein Dorf in der Stadt- und Landgemeinde Strzelin (Strehlen) im Powiat Strzeliński (Kreis Strehlen) der Woiwodschaft Niederschlesien in Polen.

## Lage
Nieszkowice liegt ca. elf Kilometer südwestlich von Strzelin (Strehlen) und 16 Kilometer nordwestlich von Ziębice (Münsterberg). Nachbarorte sind Zarzyca (Reichau) im Westen, Komorowice (Kummelwitz) im Norden, Skoroszowice (Korschwitz) im Süden und Kazanów (Schildberg) im Osten.

## Geschichte
Neobschütz wurde urkundlich 1278 als „Necwicz“, 1300 als „Necowicz“ und schließlich 1396 als „Nobeschicz“ erwähnt. Herzog Bolko von Schlesien gab das Gut Otto von Borschwitz und seinen Erben als Lehen, die es wiederum 1476 Johann von Warkosch überließen. 1490 versetzte Herzog Heinrich der Ältere Neobschütz der Familie von Warkotsch aus einem Lehen in ein Erbe. Nach dem Nikolaus von Warkotsch 1518 starb, erbten es Abraham und Franz von Warkotsch. 1558 erhielt es der Bruder von Franz, Christoph Warkotsch auf Schwesterwitz. Nach ihm folgten als Besitzer 1567 Heinrich Warkotsch, ferner Hedwig von Zesch, geb. Warkotsch. Letztere hinterließ Neobschütz testamentarisch dem George Warkotsch, Freiherr auf Rolegg, Bogislau und Stallartz. 1630 waren die Eigentümer Valentin und Karl Franke von Giesbach. Durch Verkauf kam Neobschütz schließlich an den kaiserlichen Obristenleutnant Samuel von Klinkowsky. 1672 erbte es dessen Sohn gleichen Namens. 1759 war Neobschütz in Besitz von August Silvius von Klinkowsky.
Die Kirche von Leobschütz wurde in der Reformationszeit evangelisch und nach dem Dreißigjährigen Krieg 1653 rekatholisiert. 1708 erhielten die Protestanten die Kirche zurück. Nach dem Ersten Schlesischen Krieg fiel Neobschütz mit dem größten Teil Schlesiens an Preußen. Die alten Verwaltungsstrukturen wurden aufgelöst und Neobschütz in den Kreis Münsterberg eingegliedert, mit dem es bis zu seiner Auflösung 1932 verbunden blieb. 1785 zählte Neobschütz ein altes von einem breiten Wallgraben umgebenes Schloss, eine evangelische Kirche, ein herrschaftliches Vorwerk, eine Predigerwohnung, ein Schulhaus, drei ganze Bauern, 29 Dreschgärtner, ein Häusler, eine Wassermühle, ein Gemeindehaus und 217 Einwohner. 1845 bestand das Dorf aus 68 Häusern, einem Vorwerk, 397 Einwohnern (davon 28 katholisch und der Rest evangelisch), eine evangelische Pfarrkirche, ein Pfarrwidum, eine evangelische Schule, eine Wassermühle, eine Brau- und Brennerei, zehn Handwerker und vier Händler. Katholisch war Neobschütz nach Dankwitz gepfarrt. 1840 verkaufte die Familie von Klinkowsky Neobschütz und weitere Güter im Kreis Strehlen an den preußischen König Friedrich Wilhelm IV. Mitte des 19. Jahrhunderts gehörte es dem niederländischen König Wilhelm II. 1863 gelangte der Besitz durch Erbschaft an Sophie von Oranien-Nassau, die mit Carl Alexander Großherzog von Sachsen-Weimar-Eisenach verheiratet war. Das Gut blieb bis zur Enteignung 1945 in Besitz des Hauses Sachsen-Weimar. Seit 1874 gehörte die Landgemeinde Neobschütz zum Amtsbezirk Korschwitz. Nach der Auflösung des Kreises Münsterberg 1932 wurde Neobschütz in den Landkreis Strehlen eingegliedert. 1937 erfolgte die Umbenennung in Kaltwasserthal.
Als Folge des Zweiten Weltkriegs fiel Kaltwasserthal mit dem größten Teil Schlesiens 1945 an Polen. Nachfolgend wurde es durch die polnische Administration in Nieszkowice umbenannt. Die deutschen Einwohner wurden, soweit sie nicht schon vorher geflohen waren, vertrieben. Die neu angesiedelten Bewohner stammten teilweise aus Ostpolen, das an die Sowjetunion gefallen war. Heute gehört Nieszkowice zur Stadt-Land-Gemeinde Strzelin.

## Sehenswürdigkeiten

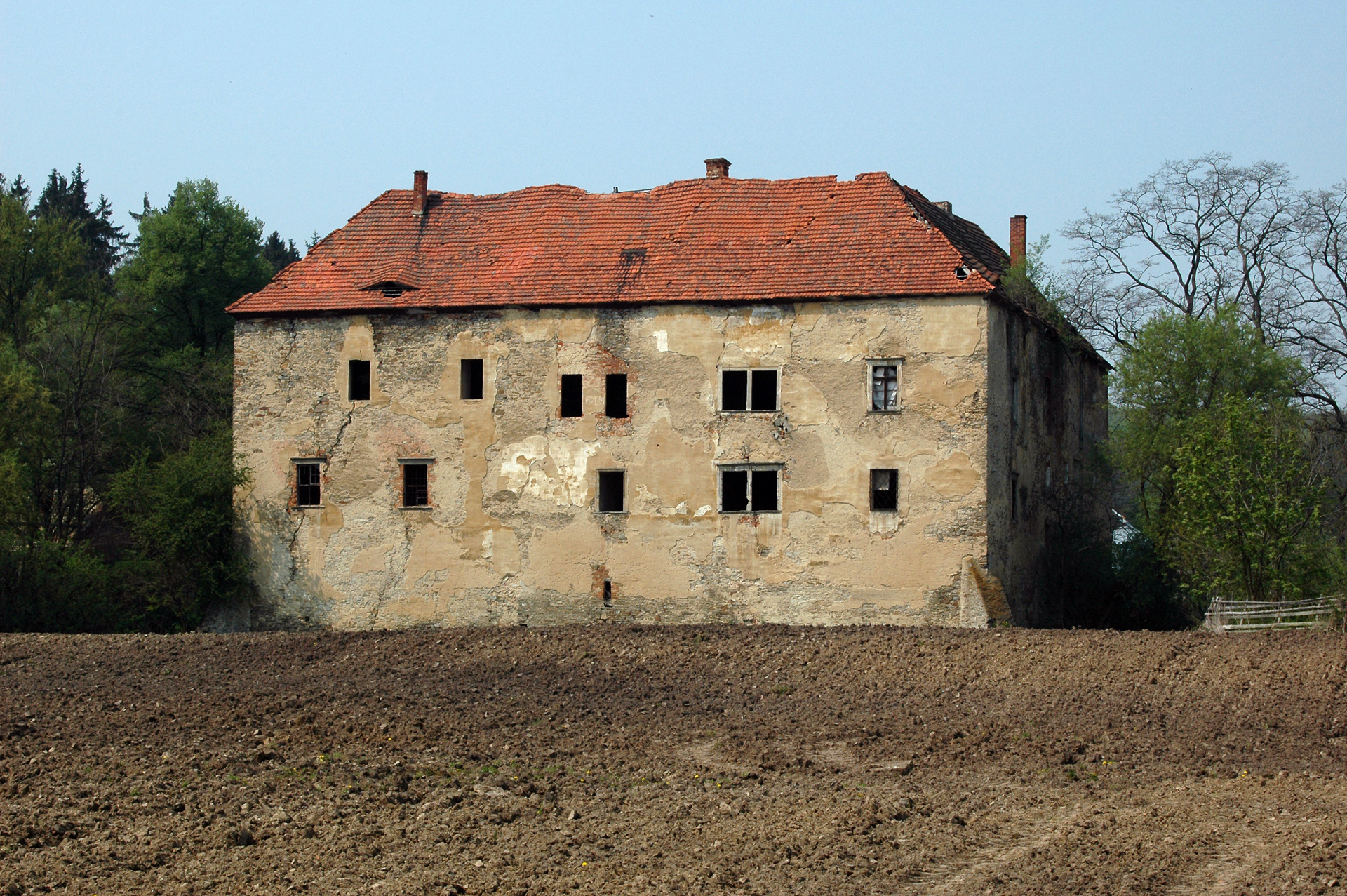
Schloss Neobschütz

- Kirche in NieszkowiceSchloss NeobschützRömisch-katholische Filialkirche St. Johannes von Krakau (polnisch kościół filialny pw. św. Jana Kantego), vor 1945 evangelische Pfarrkirche. Im Zinsregister des Erzpriesters Gabriel wird ein „Johannes rector ecclesie in Nechowicz“  erstmals erwähnt.[4] Das heutige Kirche wurde im 15. Jahrhundert im gotischen Stil erbaut und im 18. Jahrhundert umgebaut. Ursprünglich nur als Begräbnis- oder Filialkirche genutzt, seit der Mitte des 16. Jahrhunderts evangelisch und 1654 den Protestanten weggenommen, schließlich 1708 restituiert und bald darauf zur selbstständigen Pfarrkirche erhoben. 1848 wurde das Kirchengebäude als von Bruchstein aufgeführt beschrieben, mit einem Schindeldach auf welcher sich ein hölzerner Turm mit zwei Glocken befindet. Zur evangelischen Parochie waren damals gepfarrt: Neobschütz, ein Teil von Schildberg (der andere Teil nach Steinkirch), gastweise: Willwitz; insgesamt ca. 450 Seelen. Die Kirche stand früher unter dem Patronat des niederländischen Königs der sich durch die Dominikal-Direktion vertreten ließ. Der Pastor wurde durch ein königliches Stiftungslegat besoldet.[5] Ausgestattet ist die Kirche mit einem barocken Altar und einer Kanzel aus dem 18. Jahrhundert. Die Orgel stammt aus der Wende des 19. zum 20. Jahrhundert. Die Kirche ist umgeben von einem alten Friedhof, mit Grabsteinen an der Außenwand.

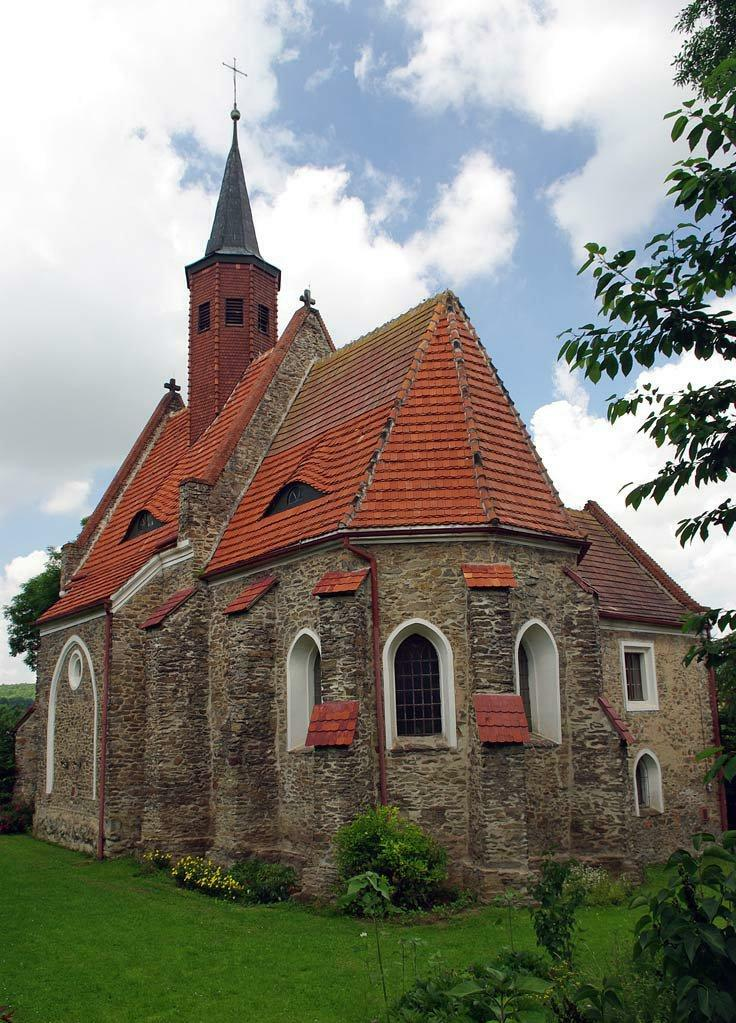
Kirche in Nieszkowice

- Schloss Neobschütz, geht auf eine mittelalterliche Befestigung des 14. Jahrhunderts zurück, möglicherweise im 15. Jahrhundert unter den von Warkosch erweitert, im 16. und 17. Jahrhundert erfolgten Um- und Ausbaumaßnahmen. Im 18. und 20. Jahrhundert wurden Restaurierungsmaßnahmen durchgeführt, nach dem Zweiten Weltkrieg verstaatlicht, später als Mehrfamilienwohnhaus genutzt. Heute befindet sich das Anwesen in einen ruinösen Zustand und ist stark einsturzgefährdet. Das Schloss ist von einem Wassergraben umgeben. Auf der Hofseite befindet sich ein gotisches Portal. Die dem Schloss umgebende Wohn- und Wirtschaftsgebäude werden noch heute teilweise für landwirtschaftliche Zwecke genutzt.